# O Vendedor de Sonhos e a Revolução dos Anônimos
O Vendedor de Sonhos e a Revolução dos Anônimos é um Romance — o segundo da série O Vendedor de Sonhos — escrito por Augusto Cury. O livro é uma continuação do primeiro livro da série, O Vendedor de Sonhos: O Chamado, e narra as "encrencas" em que o Mestre, e seus discípulos se metem. Foi o 10º livro mais vendido de 2009 segundo a Revista Veja

## Sinopse
No novo livro da saga O Vendedor de Sonhos, o Mestre continua virando a sociedade de cabeça para baixo. Depois de sofrer perdas irreparáveis e ver seu mundo desmoronar, esse misterioso homem procura reconstruir sua vida vendendo sonhos. Seus discursos são cortantes como lâminas; suas ideias, arrebatadoras. Seus discípulos são baderneiros e revolucionários que transformam drama em comédia e colocam grandes ideias num circo social. O Vendedor de Sonhos e a Revolução dos Anônimos mostra como a trajetória de cada ser humano é admiravelmente complexa, escrita com lágrimas e júbilo, tranquilidade e ansiedade, sanidade e loucura.

## Recepção
- Foi o décimo livro mais vendido no Brasil em 2009 na categoria "Ficção", conforme pesquisa da Revista Veja.[2]

## Ver Também
- Augusto Cury
- Literatura Brasileira
- O Vendedor de Sonhos: O Chamado
- O Semeador de Ideias
- De Gênio e Louco todo Mundo tem um Pouco